# 名古屋玄醫
名古屋玄醫（1628年—1696年），字閱甫、富潤，號丹水、宜春庵，日本京都人，江戶時期漢醫學家，日本古方派的開創者。

## 生平
幼年開始學習儒學，受經於羽州宗純門下。因為自小病弱，壯年之後，對醫學發生興趣，受喻嘉言《尚論》一書的影響，倡導回到張仲景《傷寒論》中的古醫方，起而反對李朱醫學，遂成為古方派之祖。
他自四十歲之後開始腰腳麻痺，兩手不遂，但仍然在病榻上為病患診療，著述不倦。
卒於日本元祿九年（1696年），年69歲。

## 著作
名古屋玄醫著述甚豐，著有《醫學愚得》、《醫學隨筆》等書。